# Slittino ai III Giochi olimpici giovanili invernali - Singolo femminile
Nello slittino ai III Giochi olimpici giovanili invernali di Losanna 2020 la gara del singolo femminile si è tenuta il 17 gennaio a Sankt Moritz, in Svizzera, sulla pista Olympia Bobrun St. Moritz–Celerina.
Hanno preso parte alla competizione 24 atlete in rappresentanza di 17 differenti nazioni. La medaglia d'oro è stata conquistata dalla tedesca Merle Fräbel, davanti alla connazionale Jessica Degenhardt, medaglia d'argento, e alla russa Djana Loginova, bronzo.

## Risultato
| Pos. | Pett. | Atlete                | Nazione       | 1ª manche | 2ª manche | Totale   | Distacco |
| ---- | ----- | --------------------- | ------------- | --------- | --------- | -------- | -------- |
|      | 8     | Merle Fräbel          | Germania      | 55"011    | 54"676    | 1'49"687 | –        |
|      | 11    | Jessica Degenhardt    | Germania      | 55"171    | 54"724    | 1'49"895 | +0"208   |
|      | 3     | Djana Loginova        | Russia        | 55"155    | 54"811    | 1'49"966 | +0"279   |
| 4    | 4     | Caitlin Nash          | Canada        | 55"483    | 55"075    | 1'50"558 | +0"871   |
| 5    | 1     | Julianna Tunyc'ka     | Ucraina       | 55"425    | 55"151    | 1'50"576 | +0"889   |
| 6    | 10    | Ioana-Corina Buzatoiu | Romania       | 55"646    | 55"227    | 1'50"873 | +1"186   |
| 7    | 5     | Kailey Allan          | Canada        | 55"704    | 55"211    | 1'50"915 | +1"228   |
| 8    | 2     | Barbara Allmaier      | Austria       | 55"657    | 55"296    | 1'50"853 | +1"266   |
| 9    | 9     | Elizaveta Jurčenko    | Russia        | 55"566    | 55"441    | 1'51"007 | +1"320   |
| 10   | 13    | Justīne Maskale       | Lettonia      | 55"597    | 55"510    | 1'51"107 | +1"420   |
| 11   | 14    | Zane Kaluma           | Lettonia      | 55"789    | 55"478    | 1'51"267 | +1"580   |
| 12   | 7     | Nadia Falkensteiner   | Italia        | 55"912    | 55"676    | 1'51"588 | +1"901   |
| 13   | 12    | Madlen Loss           | Austria       | 55"830    | 55"814    | 1'51"644 | +1"957   |
| 14   | 6     | Katharina Putzer      | Italia        | 56"138    | 55"775    | 1'51"913 | +2"226   |
| 15   | 19    | McKenna Mazlo         | Stati Uniti   | 56"045    | 56"047    | 1'52"092 | +2"405   |
| 16   | 16    | Anna Bryk             | Polonia       | 56"510    | 55"960    | 1'52"470 | +2"783   |
| 17   | 15    | Nikola Trembošová     | Slovacchia    | 56"293    | 56"189    | 1'52"482 | +2"795   |
| 18   | 24    | Ella Cox              | Nuova Zelanda | 56"424    | 56"171    | 1'52"595 | +2"908   |
| 19   | 22    | Bianka Petríková      | Slovacchia    | 56"658    | 56"322    | 1'52"980 | +3"293   |
| 20   | 21    | Anna Čežíková         | Rep. Ceca     | 56"604    | 56"395    | 1'52"999 | +3"312   |
| 21   | 20    | Ema Kovačič           | Slovenia      | 57"109    | 57"139    | 1'54"248 | +4"561   |
| 22   | 17    | Yuki Ishikawa         | Giappone      | 57"654    | 57"402    | 1'55"056 | +5"369   |
| 23   | 18    | Vaaril Tangnes        | Norvegia      | 56"731    | 58"622    | 1'55"353 | +5"666   |
| 24   | 23    | Adriana Adam          | Moldavia      | 58"779    | 59"199    | 1'57"978 | +8"291   |

Data: Venerdì 17 gennaio 2020

Ora locale 1ª manche: 08:30

Ora locale 2ª manche: 09:40

Pista: Olympia Bobrun St. Moritz–Celerina

Legenda:
- Pos. = posizione
- Pett. = pettorale
- in grassetto: miglior tempo di manche